# Julius von Ehren

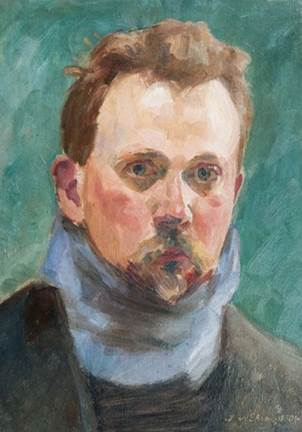
Selbstporträt, 1904

Julius von Ehren (* 23. August 1864 in Altona; † 8. November 1944 in Hamburg) war ein deutscher Maler.

## Leben und Wirken
Julius von Ehren war der Sohn eines Segelmachers, dessen Vorfahren bis ins 17. Jahrhundert zurück Blankeneser Elbfischer gewesen waren (Die Familie war 1673 aus Tönning zugezogen). Er besuchte die Bürgerschule in Altona. Dank der Hilfe des Unterstützungsvereins konnte er von 1886 an die Klasse von Leopold von Kalckreuth an der Akademie in Weimar besuchen. Zu seinen Mitschülern gehörten Alfred Mohrbutter und Rudolf Höckner. 1891 ging er auf die Königliche Kunstakademie in München. Von 1893 an lebte er als freischaffender Maler in Hamburg. Auf Studienausflügen in den Bereich der Niederelbe malte er zunächst gemeinsam mit Thomas Herbst schlichte Bilder des dörflichen Lebens. Vor allem die Lichtgestaltung von Innenräumen interessierten ihn, aber auch Dorfstraßen, Landschaften und Porträts. In Hamburg bekannt wurden seine Variationen von Entenbildern. 1897 gehörte Julius von Ehren zu den Gründern des Hamburgischen Künstlerclubs von 1897. Zudem gehörte er ab 1905 der Vereinigung Nordwestdeutscher Künstler an und ab 1907 dem Hamburger Künstlerverein von 1832. Auch die Mitgliedschaft im Deutschen Künstlerbund ist belegt.

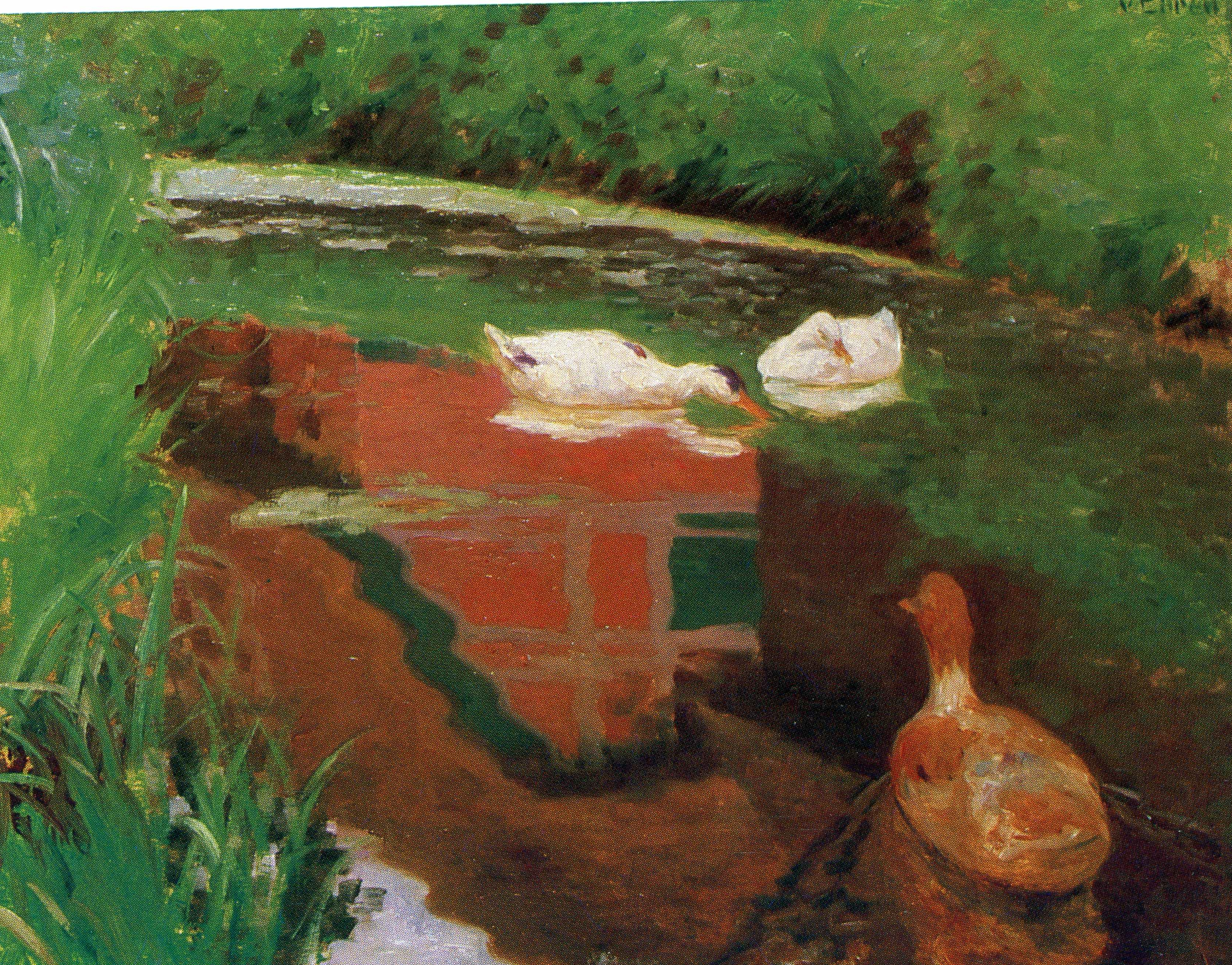
Enten, um 1899

Er unternahm Studienreisen nach Kopenhagen und – gemeinsam mit dem Direktor der Hamburger Kunsthalle Alfred Lichtwark  und Künstlerkollegen nach Paris. 1899 wurde er auf der Deutschen Kunstausstellung in Dresden mit der Goldmedaille ausgezeichnet.
1901 wurde er Mitglied der Berliner Sezession. Zwischen 1912 und 1915 hatte er eine Wohnung mit Atelier in Wedel, Pinneberger Straße 4 angemietet. 1914 heiratete er, das Ehepaar bekam zwei Kinder.

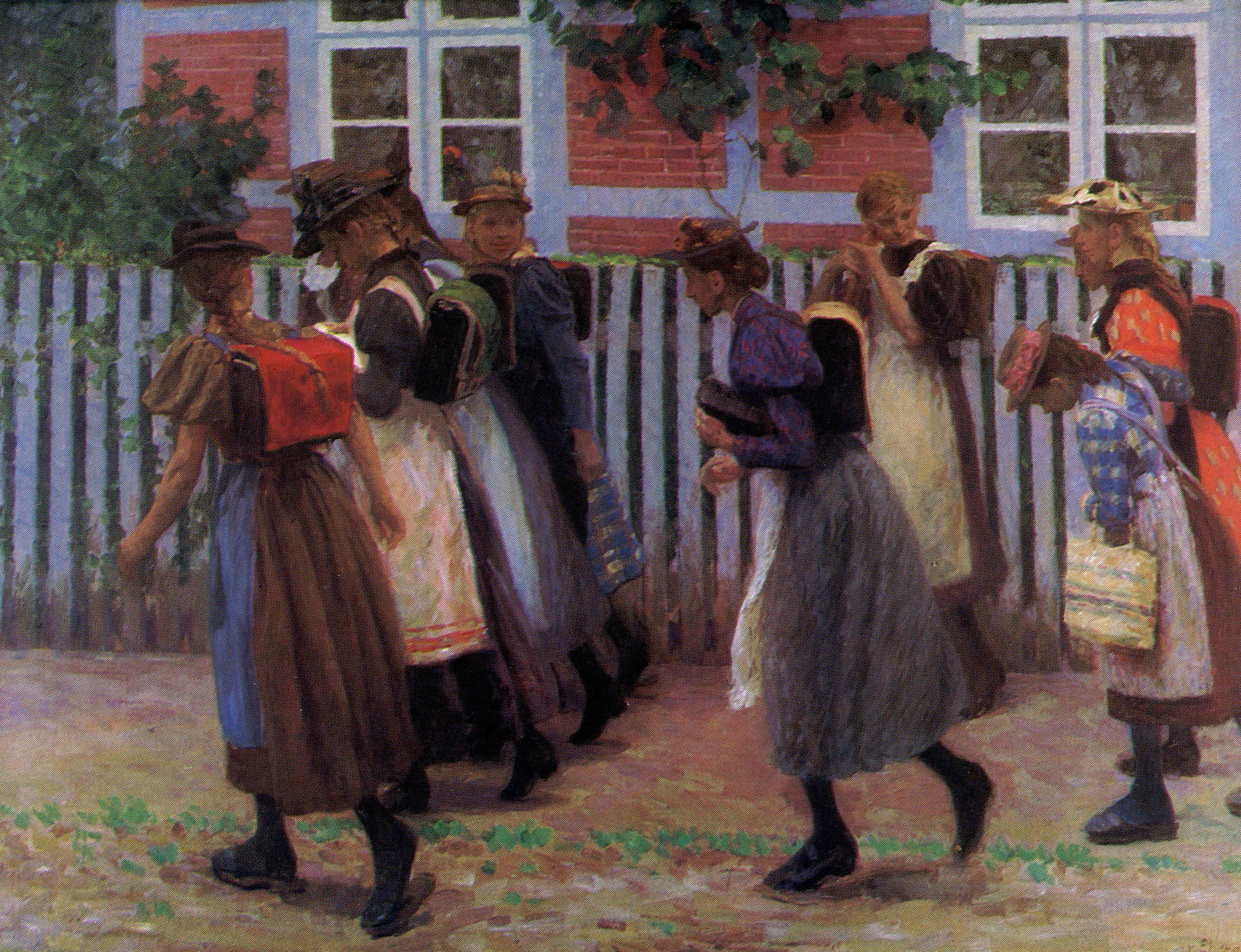
Schulkinder in Himmelpforten, 1899

Von 1910 an beteiligte er sich immer weniger an Ausstellungen. Ihm gelang es selten, Bilder zu verkaufen. Er gehörte zu den jungen Künstlern, die mit ihrer  Freilichtmalerei in oft kräftigen Farbtönen von der etablierten Hamburger Kunstszene zunächst sehr abgelehnt wurden. Lichtwark bemühte sich, ihn zu unterstützen. Er schrieb einmal: „...man verfolgt die jungen Maler nicht mehr. Aber man lässt sie verhungern...Wer kümmert sich um von Ehren, der froh ist, wenn er durch kopieren von Bildern, die tief unter seiner Leistung stehen, das dürftige Leben hat...“. Für die Hamburger Hauptkirche Sankt Katharinen kopierte er 1914/15 die Tafelbilder Kreuzigung (Kalvarienberg des Tile Nigel, Hamburg um 1500) und Beweinung (Kreuzabnahme, niederländisch um 1520), da die Originale der Hamburger Kunsthalle (inv. 462 und 463) übergeben wurden. Etwa 50 Jahre nach dem Zweiten Weltkrieg kehrten sie nach St. Katharinen zurück. Zeitweise musste von Ehren seine Familie als Schiffsanstreicher ernähren und er veredelte Kunstdrucke eines Engros-Händlers mit Ölfarben. 1943 verlieh ihm die Stadt Hamburg für seine Verdienste eine Ehrenrente. 1944 starb Julius von Ehren.
In Himmelpforten gibt es ein Von-Ehren-Weg. Da dieser von der Julius-Wohlers-Straße abgeht und Julius von Ehren sowie Julius Wohlers in den Jahren 1897 bis 1900 dort malten, ist anzunehmen, dass er nach Julius von Ehren benannt wurde.

## Auszeichnungen
- Goldmedaille der Deutschen Kunstausstellung in Dresden, 1899
- Ernennung zum Mitglied der Berliner Secession, 1901
- Ehrenrente der Stadt Hamburg, 1943

## Ausstellungen (Auswahl)
- 2019: Hamburger Schule – Das 19. Jahrhundert neu entdeckt, Hamburger Kunsthalle